# Stenabo
Stenabo är en bebyggelse väster om länsväg 156 söder om Hyssna i Hyssna socken i Marks kommun. Från 2015 avgränsar SCB här en småort.